# Villa Madre Cabrini
Villa Madre Cabrini, già Villa Acquarone o Palazzo Acquarone, è situata in via Acquarone e salita Bachernia nel quartiere collinare di Castelletto, in posizione panoramica sulla città e il golfo di Genova, a breve distanza dalla silenziosa e appartata piazza Sant'Anna. Dal nucleo iniziale di origine secentesca, in seguito a successive modificazioni ha acquisito le forme esterne attuali in stile eclettico.
Nel corso della sua storia, la villa ha rivestito un ruolo importante nello sviluppo e nella vita culturale del quartiere. Nel Seicento, il suo nucleo originario fu una delle prime ville suburbane nell'antico villaggio di Bachernia, all'epoca ancora essenzialmente rurale. 
Nell'Ottocento, Villa Acquarone e il suo proprietario dell'epoca, Pietro Acquarone, II conte d'Acquarone, furono strumentali all'espansione urbana a nord di Ponte Caffaro e alla fondazione di via Acquarone, un quartiere economicamente e culturalmente molto attivo. 
Nel 1890, la villa diede i natali a Pietro d'Acquarone, IV conte e I duca d'Acquarone, futuro generale di brigata, uomo d'affari, senatore del Regno e Ministro della Real Casa del Regno d'Italia dal 1939 al 1944, il quale svolse un ruolo chiave negli eventi che portarono alla caduta del fascismo il 25 luglio 1943. 
Agli inizi del Novecento, Villa Acquarone fu ceduta dalla famiglia Acquarone alle suore Missionarie del Sacro Cuore di Gesù che ne mutarono il nome in Villa Madre Cabrini in onore della fondatrice. La villa divenne così un centro educativo e culturale di primaria importanza, che in parte continua nella sua dipendenza a levante di Salita Bachernia, oggi conosciuta come Scuola San Paolo, mentre l'edificio principale è stato riconvertito ad uso residenziale.
Dal punto di vista architettonico, la villa presenta interessanti strutture settecentesche ancora visibili all'interno e accurate finiture in stile neogotico ed eclettico all'esterno.

## Storia

### Le origini
Il nucleo iniziale di probabile origine seicentesca - con ingresso voltato a crociera e piano nobile - fu edificato come abitazione suburbana nei pressi della cinquecentesca chiesa di Sant'Anna, fra le Mura del Barbarossa e le Mura Nuove, collegato al centro città dalla creuza che dal Portello sale a Mura delle Chiappe. Un tempo la zona era identificata con il fitonimo Bachernia, che ancora oggi dà il nome alla creuza in questo tratto, richiamando le bacche degli arbusti selvatici di rosa canina che vi crescevano in abbondanza.

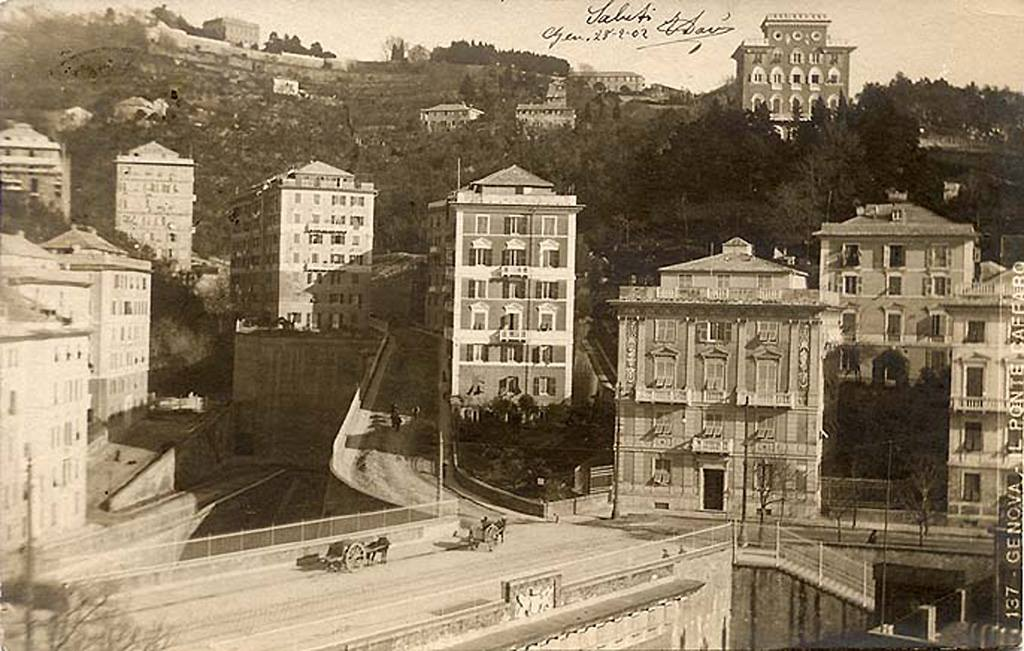
Villa Acquarone, ora Villa Madre Cabrini, vista da Ponte Caffaro agli inizi del Novecento (in alto a destra). Il quarto piano era già stato aggiunto; il quinto piano non ancora.

### L'Ottocento e la famiglia Acquarone
Di proprietà' della famiglia dei conti Acquarone, in seguito duchi d'Acquarone, la villa era nota come Villa Acquarone o Palazzo Acquarone e fu modificata e rialzata nel tempo, in particolare con l'aggiunta del quarto piano  - di cui esistono testimonianze fotografiche risalenti alla seconda metà dell'Ottocento - e di un imponente corpo di fabbrica retrostante al nucleo originario. 

La villa era circondata da un ampio parco, una parte del quale era adibita all'allevamento bovino, la cui produzione di latte era venduta nella "vaccheria" adiacente alla stazione di monte della Funicolare Sant'Anna. 

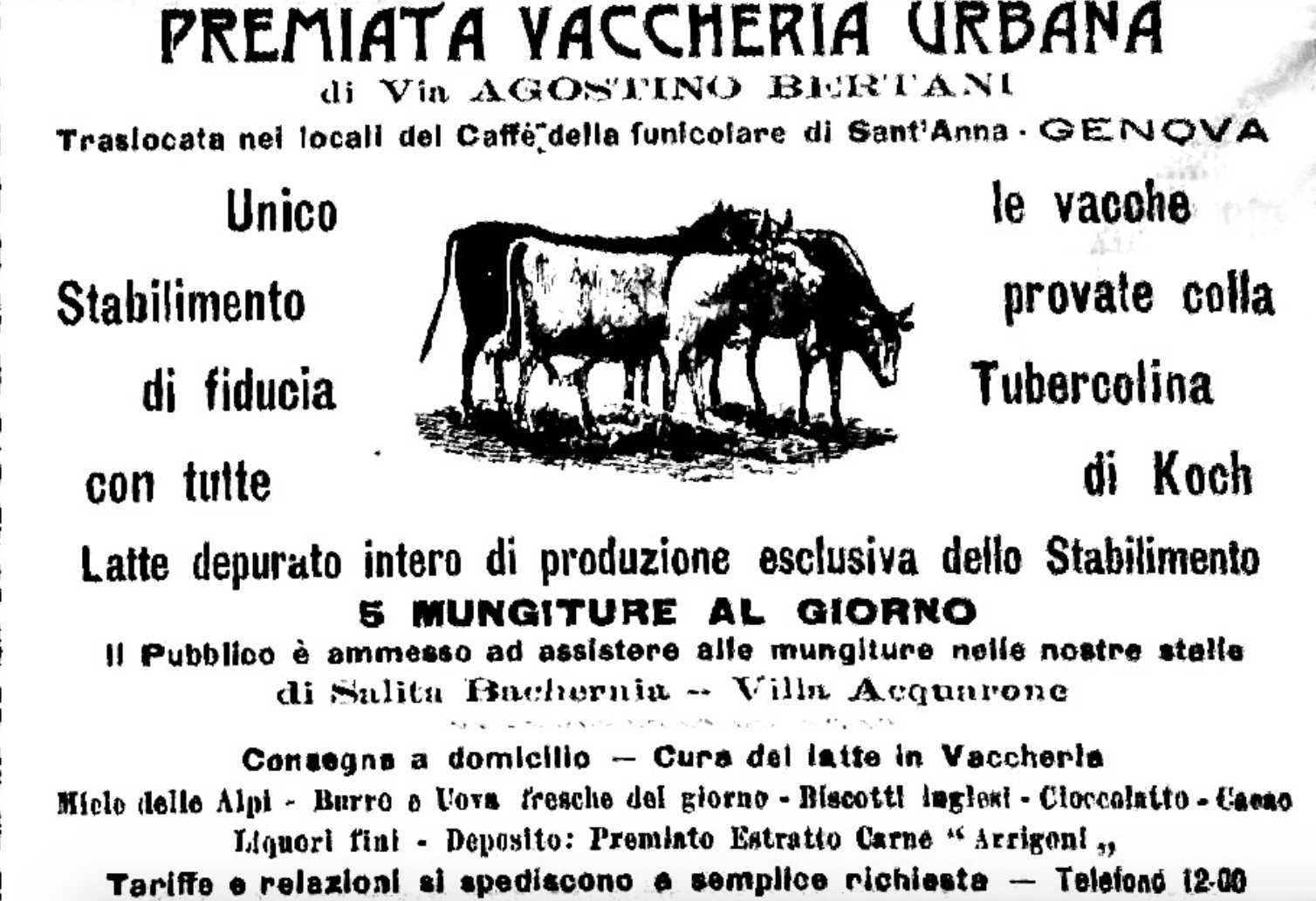
Cartello promozionale del latte prodotto nel parco della villa e venduto nella Vaccheria di via Agostino Bertani agli inizi del Novecento.

 Nel 1886, il suo proprietario, Pietro Acquarone, II conte d'Acquarone, diede un fondamentale impulso alla costruzione di via Acquarone, decidendo di procedere a suo rischio all'edificazione dell'alto muro di sostegno nella parte inferiore del parco della villa. Sebbene il parco sia stato ridimensionato durante l'espansione urbana ottocentesca dalla costruzione di corso Paganini e di via Acquarone, oggi la villa ne possiede ancora una porzione significativa, in parte carrabile e in parte alberata. 
Agli inizi del Novecento la villa assunse l'aspetto attuale con l'aggiunta del quinto piano e con il rifacimento delle facciate in stile neogotico ed eclettico; lavori ultimati sotto la committenza di Luigi Filippo Acquarone, III conte d'Acquarone, come testimoniato dal monogramma 'LFA' sui cancelli e sulle lunette dei portoni.
Nel 1890, la villa diede i natali a Pietro d'Acquarone, IV conte e I duca d'Acquarone, il quale, dopo aver combattuto in Libia nel 1913 e nella Prima Guerra Mondiale (medaglia di bronzo al Falzarego nel 1915 e medaglia d'argento a Monfalcone nel 1916), abbandonò la carriera militare nel 1924 con il grado di generale di brigata di cavalleria per dedicarsi alla gestione degli affari di famiglia. Divenuto Senatore del Regno dal 1934 e Ministro della Real Casa dal 1939 al 1944, svolse un ruolo chiave negli eventi che portarono alla caduta del fascismo il 25 luglio 1943.

### Il Novecento e l'Istituto scolastico Madre Cabrini

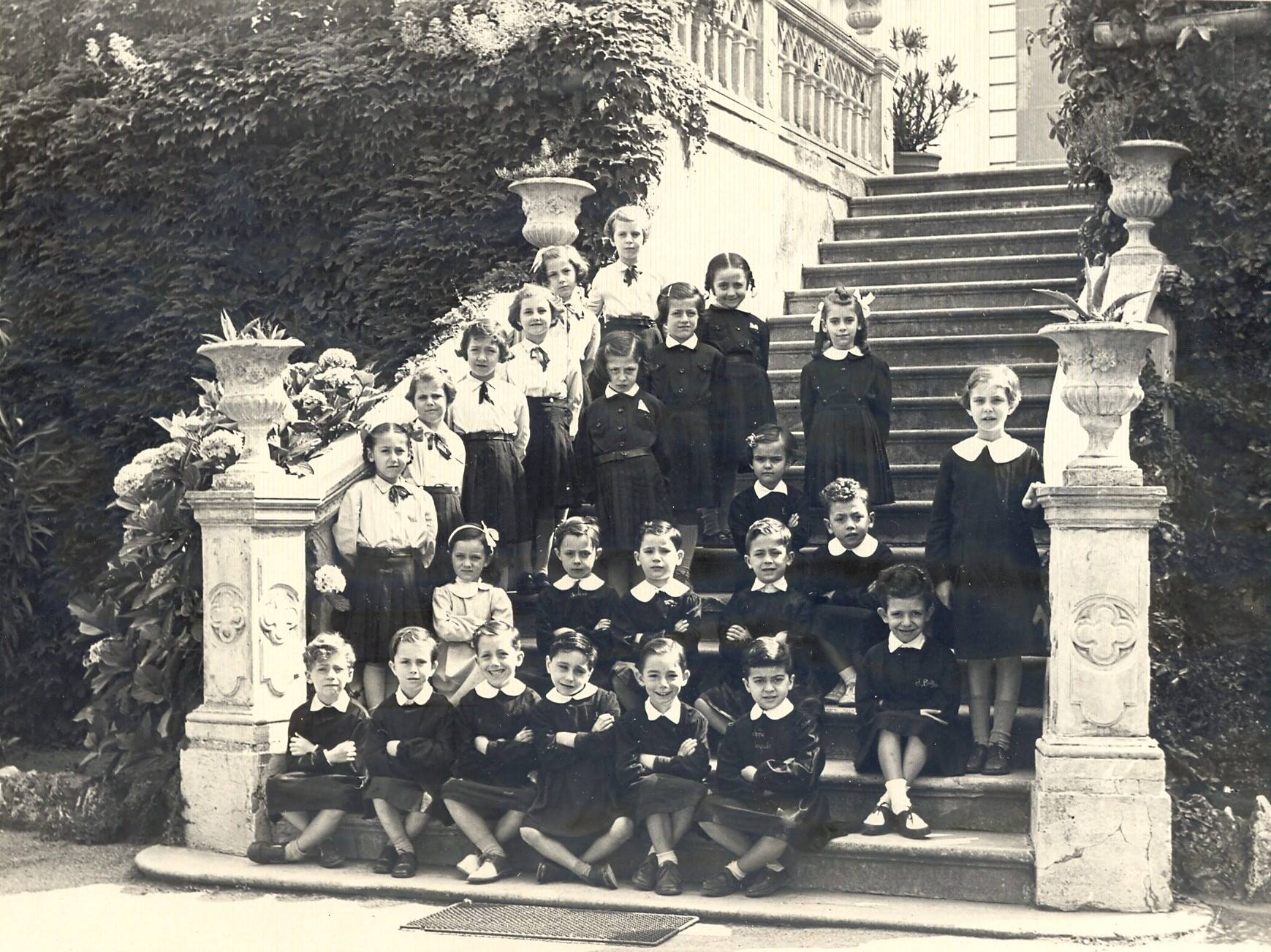
Alunni della Scuola Semiconvitto Madre Cabrini nel parco della Villa. Le scale sono ancora esistenti, mentre i vasi di marmo sono andati perduti.

Nel 1917, la famiglia Acquarone cedette la villa alle suore Missionarie del Sacro Cuore di Gesù di Santa Francesca Saverio Cabrini M.S.C., che la rinominarono Villa Madre Cabrini in onore della fondatrice e vi trasferirono il collegio scolastico con semiconvitto fondato a Genova in altra sede nel 1893.
L’affermazione e lo sviluppo di questa casa è legato a Suor Francesca Saverio Savona M.S.C., che ne divenne Direttrice nel 1931. Nel 1934 il complesso scolastico fu ingrandito con un secondo edificio costruito dalla parte opposta di Salita Bachernia, a lato della stazione di monte dell'Ascensore Magenta/Crocco. Nel 1938 l'istituto ottenne il riconoscimento del titolo di Liceo. 
Con lo scoppio della Seconda Guerra Mondiale, le suore dovettero temporaneamente lasciare il complesso scolastico, che fu parzialmente colpito durante i bombardamenti sulla città. Nel 1945 iniziò l'opera di ripristino e presto l'attivita didattica poté ricominciare.

### Storia recente
Negli anni Ottanta del Novecento la villa fu venduta a privati, restaurata e trasformata in condominio residenziale, destinazione d'uso che mantiene tuttora. La dipendenza e la porzione di parco a levante della Salita Bachernia sono stati ceduti al Comune e ospitano oggi la Scuola San Paolo, con accesso da Via Francesca Cabrini.

## Galleria d'immagini

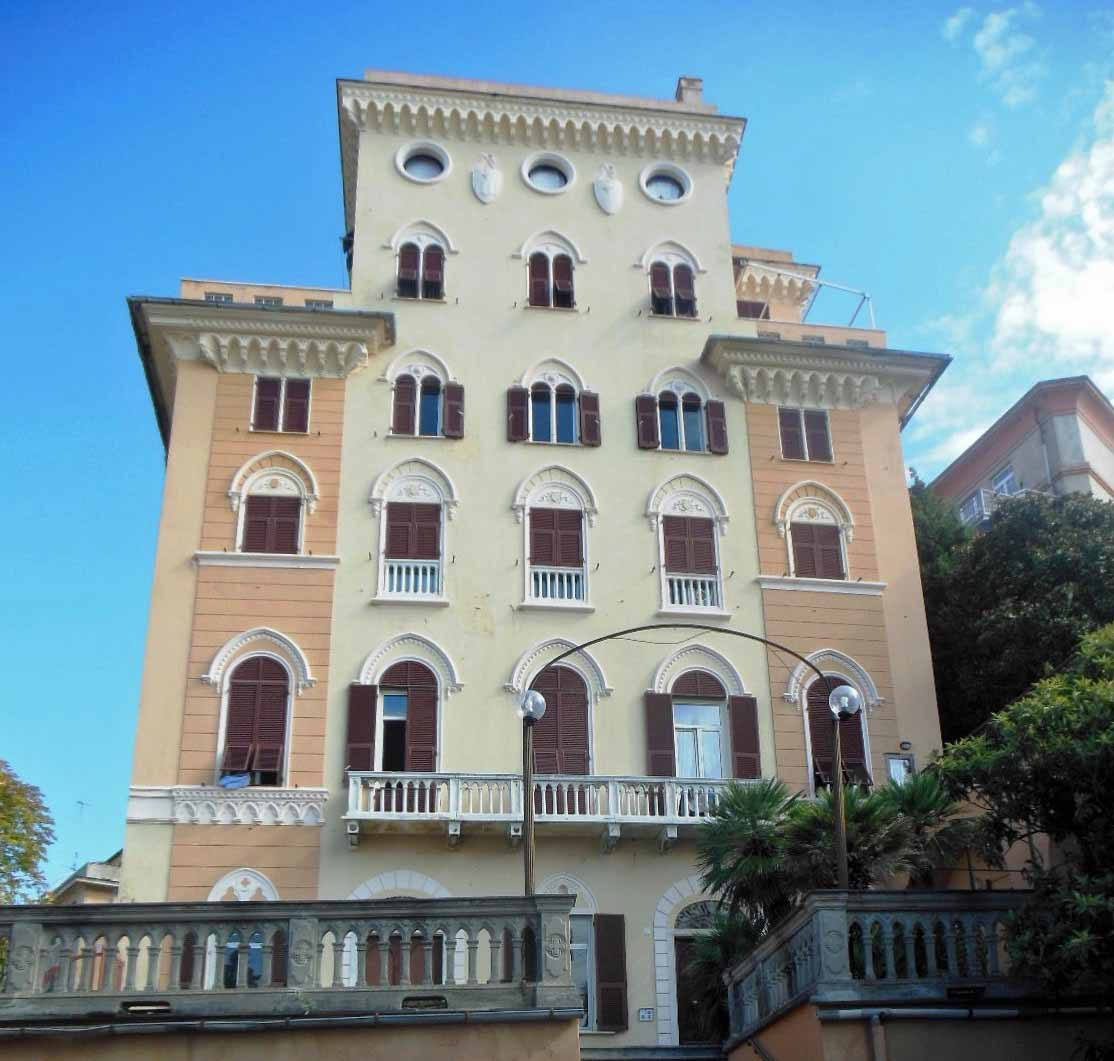
Villa Madre Cabrini (Genova), facciata principale, 2016
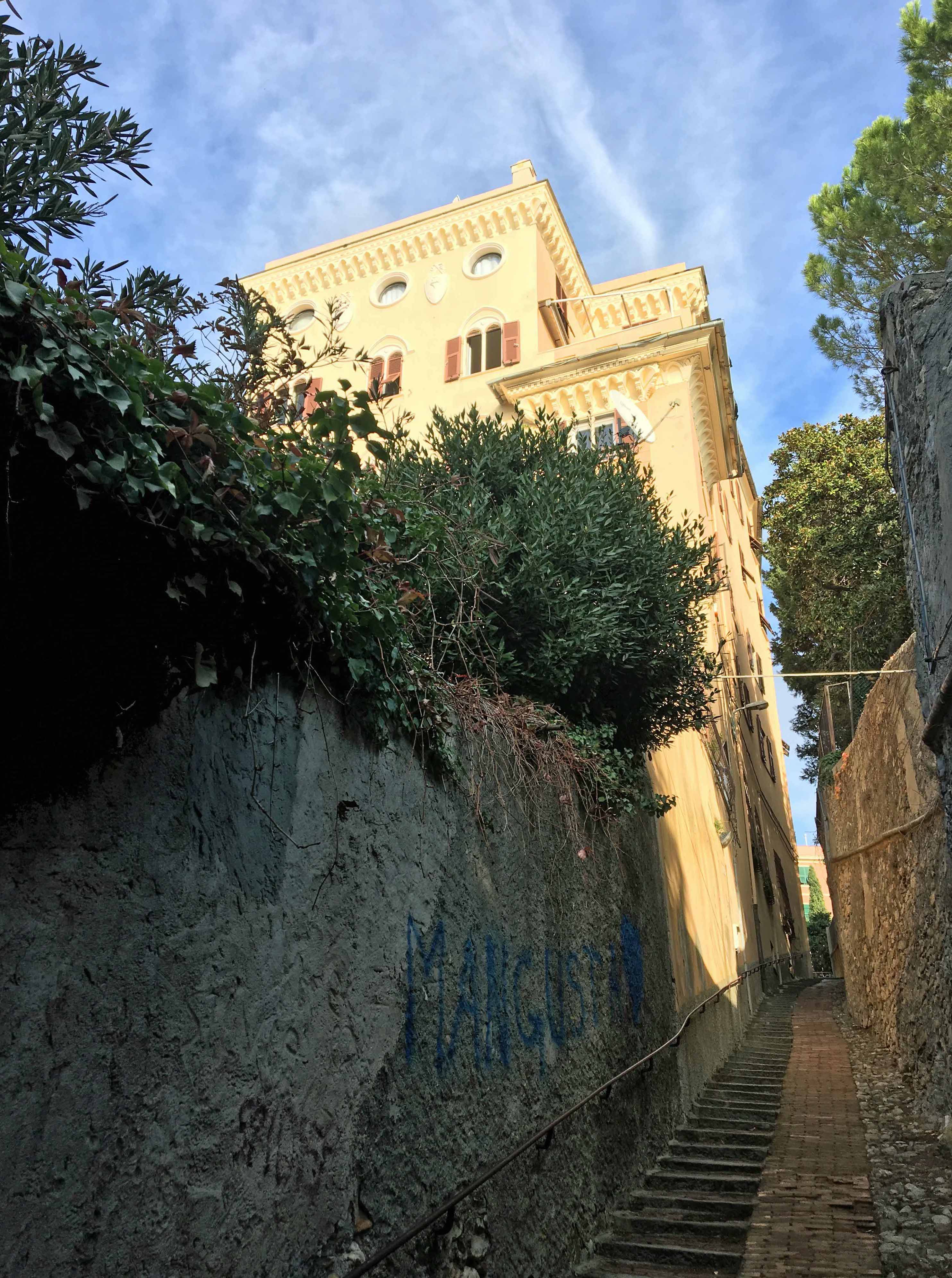
Villa Madre Cabrini (Genova), vista da Salita Bachernia, 2017
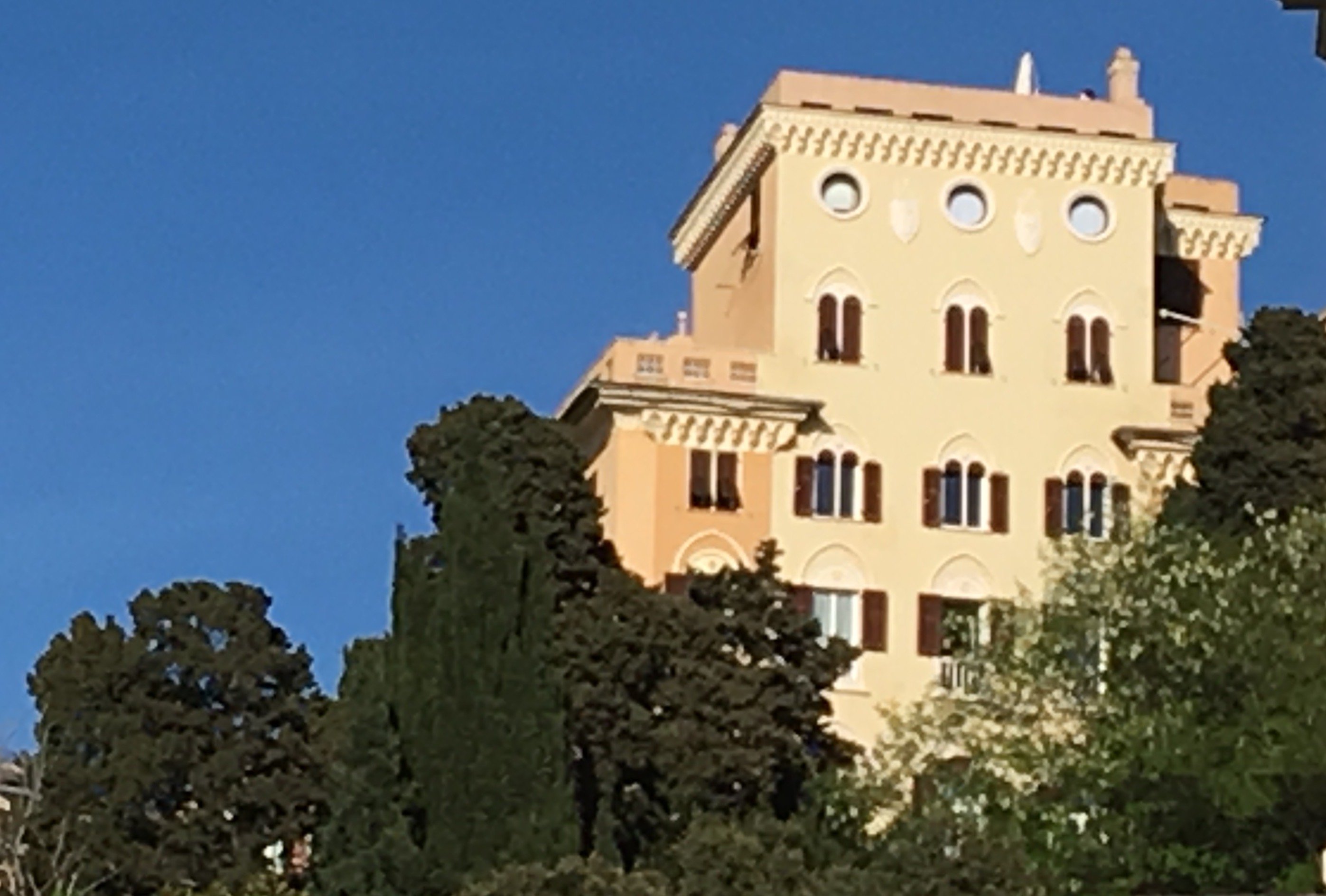
Villa Madre Cabrini (Genova), vista da Corso Paganini, 2017
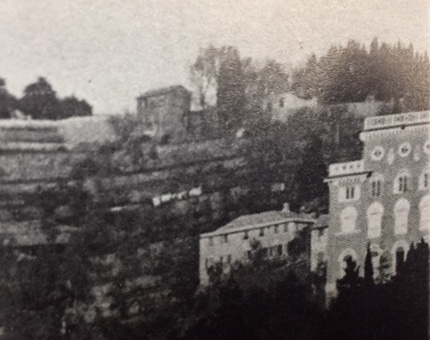
Villa Madre Cabrini vista da Corso Paganini, 1920. Il quarto piano era già stato sopraelevato; il quinto piano ancora no.
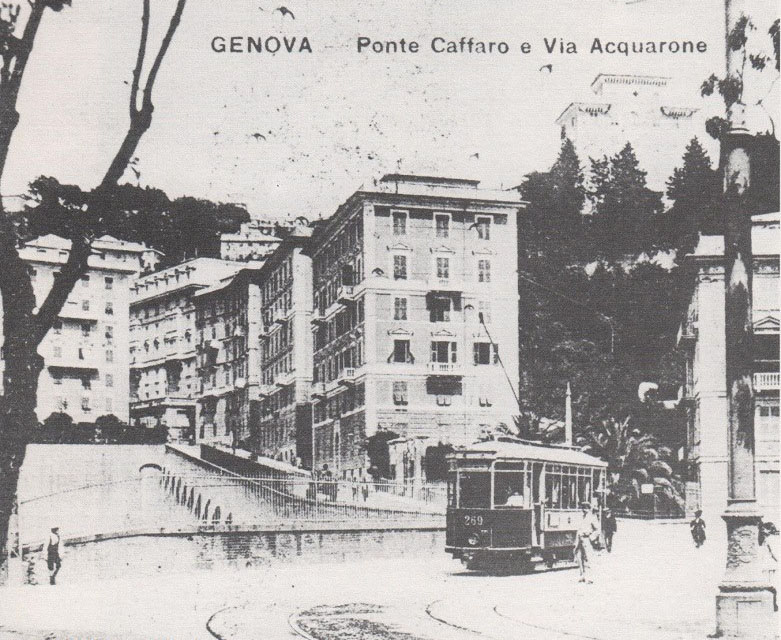
Un'altra vista della villa da Ponte Caffaro (in alto a destra) intorno al 1920
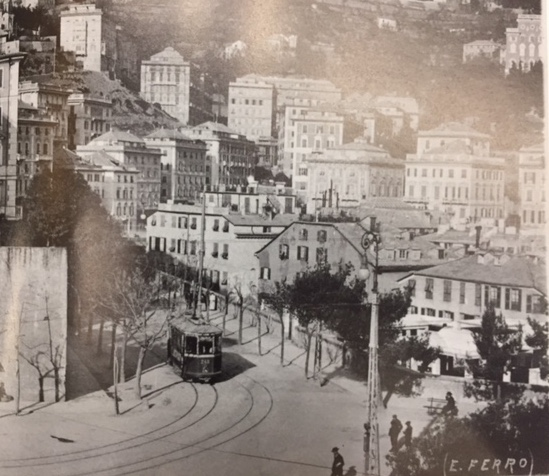
Villa Acquarone, oggi Villa Madre Cabrini, vista da Corso Paganini alla fine dell'Ottocento
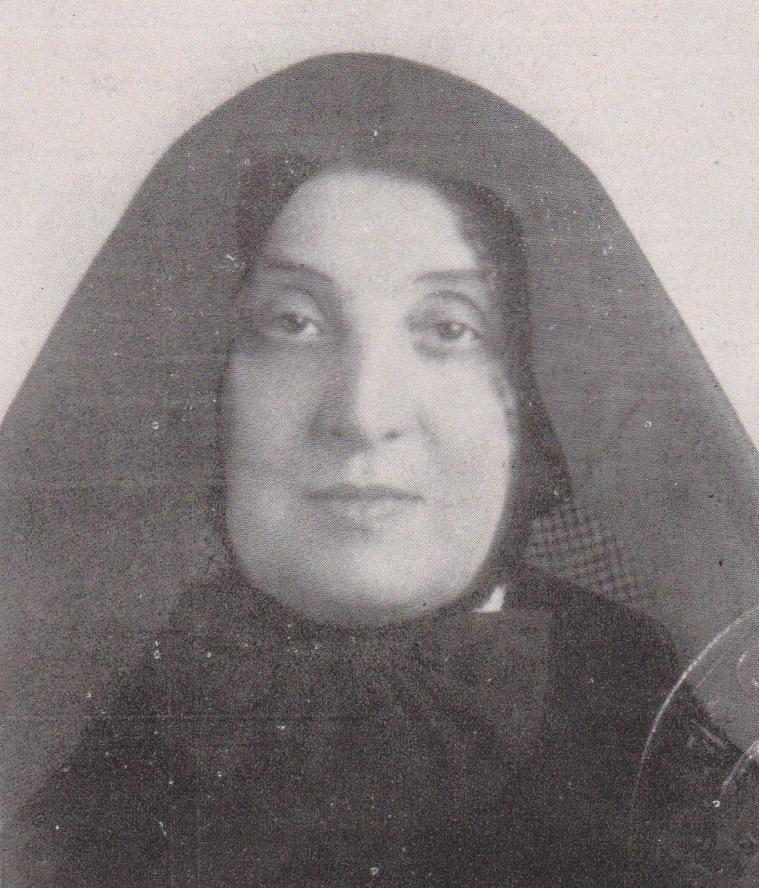
Suor Francesca Saverio Savona (1897-1950), direttrice del complesso scolastico dal 1931 al 1950.
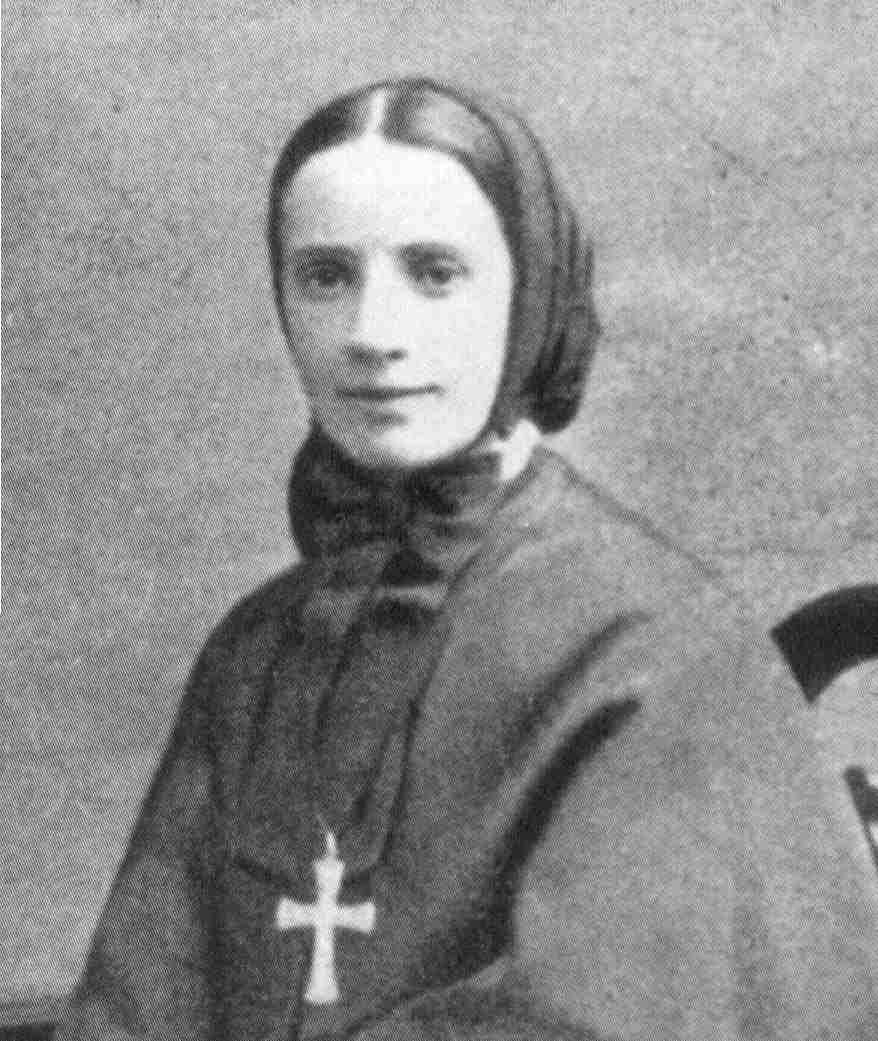
Santa Francesca Saverio Cabrini (1850-1917) fondatrice delle Missionarie del Sacro Cuore di Gesù, a cui la villa deve il suo nome attuale.